# Марш достоинства в Нью-Йорке
Марш достоинства в Нью-Йорке (англ. NYC Pride March) — праздничное мероприятие ЛГБТ-сообщества; один из крупнейших ежегодных гей-прайдов в мире, проходящий в Нью-Йорке в июне и привлекающий в город десятки тысяч участников и миллионы зрителей. Маршрут марша достоинства проходит через Нижний Манхэттен на юг по Пятой авеню, через Гринвич-Виллидж по территории Стоунволлского национального памятника — места, где в июне 1969 года началось Стоунволлское восстание, положившее начало борьбе за права ЛГБТ в США. Марш является одним из крупнейших компонентов Нью-Йоркского прайда, наряду с Ралли, Прайд-Фестом и Прайд-Айлэндом. Самым численным оказался марш достоинства 2019 года, совпавший с празднованием 50-й годовщины Стоунволлского восстания и собравший около 5 000 000 участников.

## Происхождение
В субботу рано утром, 28 июня 1969 года, полиция Нью-Йорка устроила облаву в гей-баре Стоунволл-инн на улице Кристофер-стрит в Гринвич-Виллидж, в Нижнем Манхэттене, чем спровоцировала массовые волнения среди ЛГБТ, вылившиеся в открытое противостояние с представителями правоохранительных органов. В течение нескольких последующих дней лесбиянки, геи, бисексуалы и транссексуалы, впервые в истории страны, открыто выступили в защиту собственных прав и достоинства. Их протест стал переломным моментом в современном движении за права ЛГБТ не только в США, но и во всём мире, и послужил стимулом для организации маршей достоинства ЛГБТ в Нью-Йорке и многих других городах. Участники восстания лета 1969 года основали «Ассоциацию ветеранов Стоунволла», которая последовательно выступает в поддержку прав ЛГБТ до настоящего времени. В июле же 1969 года пятьсот человек вышли на митинг «Власть гомосексуалам» в Вашингтон-Сквер-парке, за которым последовало бдение при свечах на Шеридан-сквер.
2 ноября 1969 года Крейг Родвелл, его партнер Фред Сарджант, Эллен Бройди и Линда Роудс предложили провести первый марш достоинства в Нью-Йорке, приняв соответствующую резолюцию на собрании Восточной региональной конференции организаций гомофилов (ERCHO) в Филадельфии. Резолюция имела следующее содержание: «Чтобы Ежегодное напоминание стало более актуальным, привлекало большее число участников, воплощало идеи и идеалы той борьбы, в которую мы вовлечены, за наши основные права человека, оно должно быть перенесено, как во времени, так и в пространстве. Мы предлагаем, чтобы демонстрация проводилась ежегодно в последнюю субботу июня в Нью-Йорке в ознаменование стихийных демонстраций 1969 года на улице Кристофер-стрит, и чтобы эта демонстрация называлась „Днём освобождения Кристофер-стрит“. Никакая одежда или возрастные ограничения не должны и не могут быть для неё установлены. Мы также предлагаем, связаться с гомофильными организациями по всей стране и предложить им провести параллельные демонстрации в этот день. Мы предлагаем общенациональную демонстрацию поддержки».
Все участники собрания ERCHO в Филадельфии проголосовали за марш, за исключением филиала Общества Маттачине в Нью-Йорке, которое воздержалось. Члены Фронта освобождения гомосексуалов (GLF) присутствовали на собрании в качестве приглашённых гостей группы Родвелла, Гомофильного молодежного движения в кварталах (HYMN).
Действия по организации марша начались в начале января на квартире Родвелла по адресу Бликер-стрит 350. Сначала было трудно убедить некоторые крупные нью-йоркские организации, такие, как Альянс гей-активистов (GAA), прислать на них своих представителей. Родвелл, Сарджант, Бройди, а также Майкл Браун, Марти Никсон и Фостер Ганнисон из Общества Маттачине составили основную группу Комитета по прикрытию CSLD (CSLDUC). Ганнисон был назначен казначеем и обратился за пожертвованиями к национальным гомофильным организациям и спонсорам. Сарджант собирал пожертвования у клиентов Книжного магазина Оскар Уайльд по списку рассылки. Никсон, казначей GLF, работал с членами этой организации по вопросам финансовой поддержки первого марша. Другими опорами организационного комитета были Джуди Миллер, Джек Валуска, Стив Джерри и Бренда Говард из GLF. Полагая, что в воскресенье на марш придет больше людей, и чтобы отметить дату начала восстания в Стоунволле, комитет назначил дату первого марша на воскресенье, 28 июня 1970 года. С приходом Дика Лейча на пост президента нью-йоркского филиала Общества Маттачине в апреле 1970 года оппозиция маршу со стороны этой организации закончилась. В 1973 году распался и Фронт освобождения гомосексуалов.
Говард, бисексуальная активистка, прозванная «Матерью достоинства» за работу по координации марша, выдвинула идею недельной серии событий вокруг Дня достоинства, которая послужила основанием для ежегодных маршей ЛГБТ, которые сейчас проводятся по всему миру каждый июнь. Кроме того, Говард, вместе с бисексуальным активистом Робертом Энтони Мартином, известным, как Донни Панк, и гей-активистом Ли Крейгом Шунмейкером, приписывают популяризацию слова «достоинство», или, как оно звучит по-английски, слова «прайд» (англ. pride) для обозначения этих праздников. Бисексуальный активист Том Лимончелли как-то сказал: «В следующий раз, когда кто-то спросит вас, почему существуют марши ЛГБТ-прайдов или почему месяц [ЛГБТ] прайдов — июнь, скажите им: „Бисексуальная женщина по имени Бренда Говард считает, что так должно быть“».
Открытой неприязни было немного, и некоторые наблюдатели аплодировали, когда мимо проходила высокая красивая девушка с плакатом «Я, лесбиянка».
День освобождения Кристофер-стрит 28 июня 1970 года отметил первую годовщину Стоунволлского восстания маршем, который стал первым маршем достоинства (гей-прайдом) в истории США и охватил 51 квартал до Центрального парка. Марш занял менее половины запланированного времени из-за волнений, а также из-за напряжённости при прохождении по городу с гей-знаменами и знаками. Хотя разрешение на марш достоинства было доставлено только за два часа до его начала, участники демонстрации встретили небольшое сопротивление со стороны наблюдателей. «Нью-Йорк таймс» сообщила (на первой странице), что марш проследовал почти по 15 городским кварталам. Статья о первом марше достоинства в еженедельнике «Голос деревни» также была положительной. В тот же день после гей-прайда прошло собрание ЛГБТ-сообщества Нью-Йорка на улице Кристофер-стрит.

## Организация
Первый марш 1970 года был организован Комитетом по празднованию Дня освобождения Кристофер-стрит. С 1984 года подготовкой и проведением прайда и, связанных с ним, мероприятий в Нью-Йорке занимается некоммерческая организация «Наследие гордости» (HOP), которая освобождена от налогов и опирается на поддержку волонтёров. HOP приветствует участие в прайде всех, независимо от пола, гендерной идентификации, возраста, отношения к религии, ВИЧ-статуса, расы, национального происхождения, физического и умственного развития. HOP не использует классификаторы для участия.

## Трансляция
В продолжение многих лет канал NY1 транслировал марш локально для клиентов Тайм Уорнер. В 2017 году канал WABC-TV впервые провёл трансляцию марша достоинства в Нью-Йорке в региональном масштабе и сделал поток доступным для всех частей земного шара, где такой контент доступен. С 2017 года канал WABC7 транслирует первые три часа гей-прайда. Сам марш достоинства обычно длится около десяти часов. Трансляции марша 2017 и 2018 годов номинировались на премию «Эмми».

## Критика
В течение почти пяти десятилетий различные ЛГБТ-группы обвиняли Нью-Йоркский марш достоинства в том, что он утратил свои политические, активистские корни и стал местом корпоративного «розового промысла», «радужного капитализма» и ассимиляции квир-идентичности. В результате в Нью-Йорке стали проводиться независимые прайды без поддержки со стороны официальных властей и сопровождения полиции. С 1993 года в субботу накануне марша в городе проходит Дайк-марш. С 1994 года в пятницу до гей-прайда в Нью-Йорке проходит Драг-марш, который стал проводиться после запрета на кожу и драг во время 25-й годовщины Стоунволлского восстания. В 50-ю годовщину события в 2019 году, Коалиция за восстановление достоинства провела марш освобождения квиров в воскресенье утром перед началом гей-прайда в Нью-Йорке.

## Участники
О первом марше достоинства в 1970 году было напечатано в новостях на первой полосе «Нью-Йорк таймс», в которых сообщалось, что марш проследовал почти по 15 городским кварталам. Вместе с организаторами в марше приняли участие тысячи человек, по разным оценкам от 3000, 5000 и даже 20 000 участников. Возможно, такое число участников связано с тем, что, хотя марш и начался с дюжины гомосексуалов и феминисток, к процессии присоединились многочисленные наблюдатели. В настоящее время «Наследие гордости» требует предварительной регистрации участников марша и устанавливает заграждения по всему маршруту, препятствуя практике присоединения к прайду наблюдателей.
Хотя численность участников в толпе всегда определяется со статистической погрешностью, марш достоинства в Нью-Йорке неизменно считается крупнейшим гей-прайдом в США. В 2015 году на нём присутствовало 2,1 миллиона человек. В 2016 году — 2,5 миллиона человек. В 2018 году посещаемость оценивалась примерно в 2 миллиона человек. В 2019 году, в рамках празднования полувекового юбилея Стоунволлского восстания в Международном марше достоинства в Нью-Йорке, в последние выходные празднования, приняли участие до пяти миллионов человек и примерно четыре миллиона человек присутствовали на самом параде. Двенадцатичасовой гей-прайд включал 150 000 предварительно зарегистрированных участников из 695 групп. Это был самый большой парад любого вида в истории города и в четыре раза больше, чем ежегодный бал на Таймс-сквер в канун Нового года.

## Великие маршалы

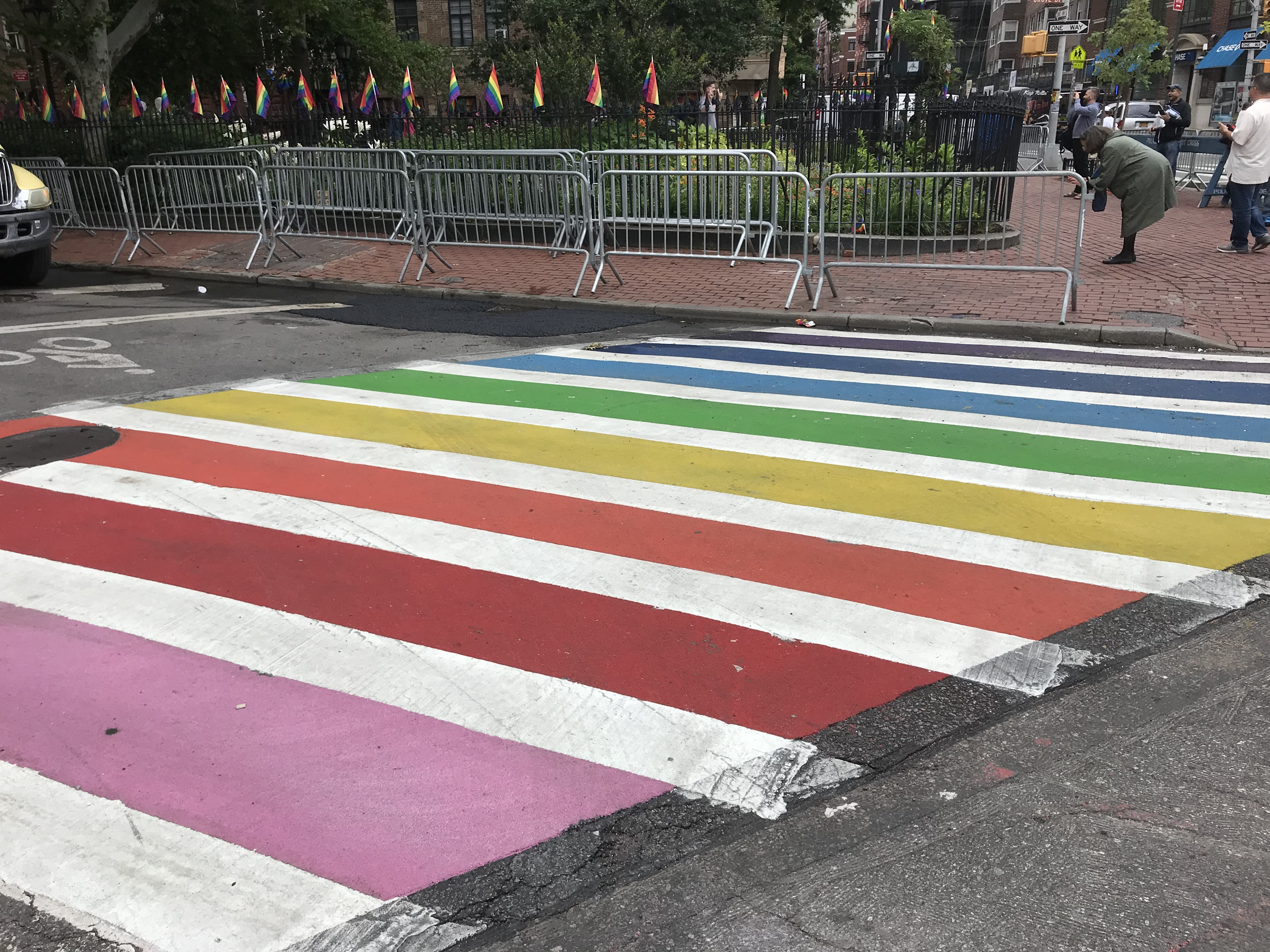
Радужный полосатый пешеходный переход на углу Седьмой авеню и Кристофер-стрит

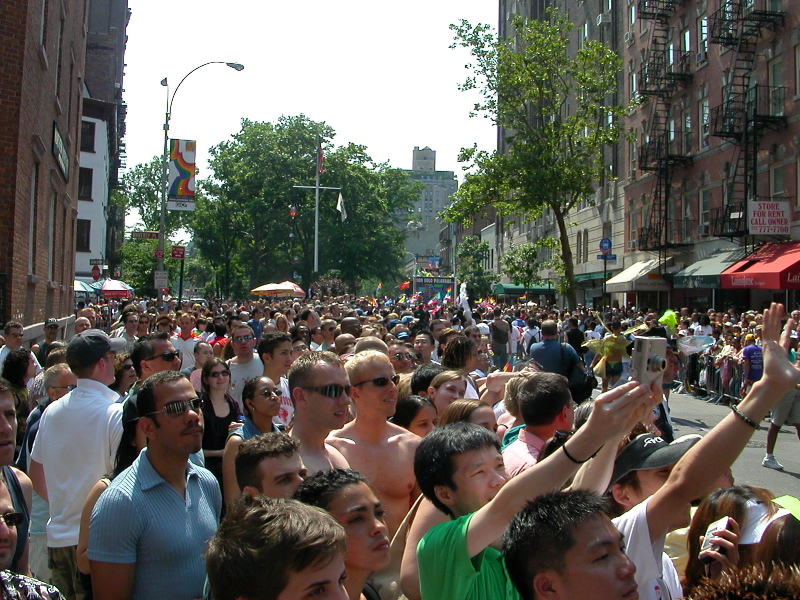
Прайд в Нью-Йорке в 2003 году

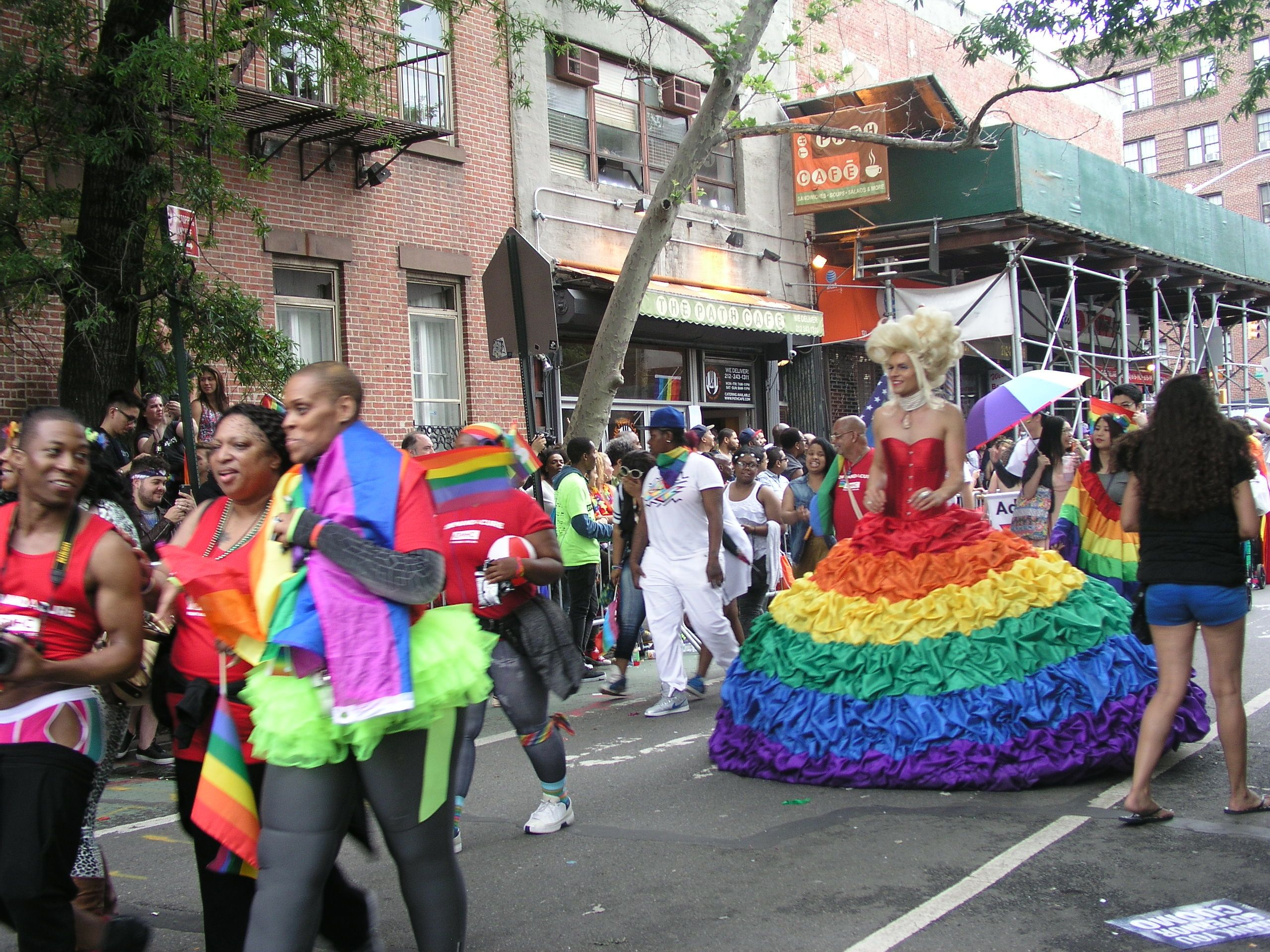
Прайд в Нью-Йорке 2015 году

Марш достоинства в Нью-Йорке, как правило, возглавляют Великие маршалы. Ими были:
2019 году
трансгендерная актриса Эмджей Родригес, трансгендерная модель Индия Мур,  трансгендерная модель Доминик Джексон, активистка Филл Опоку-Гима, создательница трансгендерного флага Моника Хелмс, некоммерческая организация Проект Тревор, ветераны Фронта освобождения геев;
2018 году
теннисистка и рекордсменка по числу побед на Уимблдонском турнире Билли Джин Кинг, активист Тайлер Форд, сент-люсийская активистка Кенита Плэсид, правозащитная организация «Лямбда Легал»;
2017 году
первый открытый трансгендерный человек среди пожарных Брук Гуинан, активист Кришна Стоун, китайский правозащитник Гэн Лэ, Американский союз защиты гражданских свобод;
2016 году
активистка Джаз Дженнингс, сирийская активистка и беженка Субхи Нахас, активистка Сесилия Чанг;
2015 году
художник и дизайнер Дж. Кристофер Нил, известная угандийская активистка Каша Набагесера, всемирно известные британские актёры Дерек Джекоби и Иэн Маккеллен;
2014 году
активистка Реа Кэри, певец и лауреат премии «Тони» Джонатан Грофф, трансгендерная актриса Лаверна Кокс;
2013 году
певец и лауреат премий «Тони» и «Эмми» Гарри Белафонте, активист Эрл Фоулкс, истец по делу Виндзор против Соединённых Штатов Эдит Виндзор;
2012 году
певица и лауреат премий «Грэмми», «Тони» и «Эмми» Синди Лопер, генеральный исполнительный директор косметической фирмы «Кил’с» Крис Сальгардо, первая супружеская пара в Нью-Йорке, законно вступившая в однополый брак Конни Копелов и Филлис Сигел;
2011 году
организация «Международное судоустройство» (IICS), священница и настоятельница метропольной общинной церкви Нью-Йорка Пэт Бумгарднер, актёр Дэн Сэвэдж и его супруг Терри Миллер — основатели интернет-проекта «Всё изменится к лучшему»;
2010 году
активист — офицер армии США Дэн Чой, активистка и мать убитого гомосексуала Джуди Шепард, студентка Констанс Макмиллен, известная по инциденту в окружной школе в округе Итавамба;
2009 году
активист — сооснователь СПИД-фонда Сан-Франциско Клив Джонс, активистка и политик Энн Кроненберг, кинематографист и лауреат премии «Оскар» Дастин Лэнс Блэк;
2008 году
мэр Нью-Йорка Майкл Блумберг, губернатор штата Нью-Йорк Дэвид Патэрсон, сенатор от штата Нью-Йорк Чак Шумер, художник — автор ЛГБТ-флага Гилберт Бейкер и трансгендерная актриса Кэндис Кейн.

## Комментарии
1. ↑  Оригинальный текст (англ.)«That the Annual Reminder, in order to be more relevant, reach a greater number of people, and encompass the ideas and ideals of the larger struggle in which we are engaged-that of our fundamental human rights-be moved both in time and location. We propose that a demonstration be held annually on the last Saturday in June in New York City to commemorate the 1969 spontaneous demonstrations on Christopher Street and this demonstration be called CHRISTOPHER STREET LIBERATION DAY. No dress or age regulations shall be made for this demonstration. We also propose that we contact Homophile organizations throughout the country and suggest that they hold parallel demonstrations on that day. We propose a nationwide show of support».